# Aleksandr Grigor'evič Demidov (1803-1853)
Aleksandr Grigor'evič Demidov, (in russo: Александр Григорьевич Демидов) (8 febbraio 1803 – 30 gennaio 1853), è stato un ufficiale russo.

## Biografia
Era il primogenito di Grigorij Aleksandrovič Demidov (1765-1827), e di sua moglie, la principessa Ekaterina Petrovna Lopukhina (1783-1830). Essendo il brutto e il meno dotato tra i suoi fratelli, era il meno amato della madre.

## Carriera
Il 7 settembre 1817 si arruolò nel reggimento di cavalleria come cadetto. Il 29 novembre 1819 venne promosso a cornetta. Il 19 febbraio 1823 venne promosso a tenente. Il 22 gennaio 1826 è stato nominato aiutante del conte Apraxin. Nel 1828 fu promosso a capitano.
Nel 1833 fu promosso a consigliere di corte. Il 12 luglio 1833 rientrò in servizio nel reggimento di cavalleria con il grado di capitano, con la nomina di assistente del ministro della guerra.
Il 30 agosto 1834 fu trasferito nel reggimento degli Ussari. Nel 1842 venne promosso a colonnello.

## Matrimonio
Nel 1827 sposò Ol'ga Aleksandrovna Aledinskaja (1806-1873), figlia del generale Aleksandr Pavlovič Aledinskij. Ebbero quattro figli:
- Ekaterina Aleksandrovna (1828-1865/1869), sposò Aleksandr Osipovič Gurke;
- Aleksandr Aleksandrovič (1829-1902), sposò Aleksandra Skrynina;
- Aleksandra Aleksandrovna (1830-1859);
- Grigorij Aleksandrovič (1837-1870).

## Morte
Morì il 30 gennaio 1853 e fu sepolto nel Monastero di Alexander Nevsky.